# Cuidadoras (2025)
Cuidadoras es un documental argentino-chileno de 2025 dirigido por Martina Matzkin y Gabriela Uassouf. Fue coproducido por Groncho Estudio (Argentina) y El Otro Film (Chile), con el apoyo del INCAA, el Programa Mecenazgo de la Ciudad de Buenos Aires, el Fondo de Fomento Audiovisual de Chile y el Programa Ibermedia de coproducción.

## Sinopsis
Durante un año de filmación sin guion, el documental sigue los primeros días de Luciana Méndez, Maia Antesana y Yenifer Franco Pereira, tres mujeres trans que acceden por primera vez a un empleo formal como cuidadoras en el Hogar Santa Ana, un hogar público para personas mayores en el Gran Buenos Aires. A medida que comparten la vida diaria con las residentes, se desarrollan vínculos afectivos profundos que transforman el espacio institucional en un verdadero hogar para todas.

## Producción
El documental fue producido por Jimena Ávila García, Rocío Pichirili y Marianne Mayer-Beckh, con fotografía de Florencia Mamberti, arte de Valentina Encina y Edna Mostyszczer, montaje de Coti Donoso y Valeria Raccioppi, sonido de Emiliano Biaiñ y Marcos Zoppi, y música original compuesta por Camila Moreno y Paz Kümelen Berti.

## Estreno
Cuidadoras tuvo su estreno comercial en Chile el 12 de junio de 2025, y en Argentina el 26 de junio del mismo año, distribuida por Santa Cine.

## Recepción
La crítica destacó el estilo observacional del documental, sin entrevistas ni narración externa, así como la sensibilidad con la que retrata las relaciones interpersonales entre cuidadoras y residentes. Se lo ha señalado como un film que pone en escena el derecho a envejecer con dignidad, desde una mirada interseccional.